# Interdiocesane proeven
Interdiocesane proeven (IDP) zijn gestandaardiseerde onderwijsproeven die georganiseerd wordt door het Katholiek Onderwijs Vlaanderen. Er zijn twee testmomenten: proeven voor het vierde leerjaar en op het einde van het basisonderwijs. Onderwerpen van de test zijn: 'Mens & maatschappij', Nederlands, 'Wetenschappen & techniek', Wiskunde, en specifiek op het einde van de basisonderwijs Frans en Muzische vorming.
De proeven werden gelanceerd in de jaren '60, in 2021 deden meer dan 90% van de scholieren in het katholieke net mee aan minstens één de proeven.